# 张天翼
张天翼（1906年9月10日—1985年4月28日），原名张元定，字汉弟，号一之，笔名张无诤、铁池翰等，男，祖籍湖南省湘乡县东山乡双泉村，中国近代儿童文学家与小说家，同张爱玲、沈从文、钱钟书被夏志清尊为“中国现代文学四大家”。
1906年，张天翼出生于南京，而后在杭州读完小学、初中。1922年，他开始发表短篇小说；1924年，他进入上海美术专门学校学习。1926年，他考入北京大学预科，并成为中共党员。1929年，他发布《三天半的梦》，正式开始职业写作生涯。1931年，他加入中国左翼作家联盟。1938年，他创办中华全国文艺界抗敌协会长沙分会，从事救亡活动。同年，他发表短篇小说《华威先生》，讽刺官僚主义。1942年，他因病停笔，辗转香港等地休养。1950年，他回到中国大陆，历任中央文学研究所副主任、中国作协书记处书记、《人民文学》主编等职。
张天翼的代表作包括长篇小说《鬼土日记》、中短篇小说《包氏父子》、《二十一个》、《清明时节》、儿童文学《大林与小林》、《宝葫芦的秘密》、《罗文应的故事》、《秃秃大王》等。他的小说作品多以讽刺的手法，鲜活的文笔与辛辣的风格，对小市民的灰暗人生进行描绘。